# Бзенов
Бзенов (слч. Bzenov) насељено је мјесто са административним статусом сеоске општине (слч. obec) у округу Прешов, у Прешовском крају, Словачка Република.

## Становништво
| Година:    | 1994. | 2004.   | 2014.   | 2024. |
| ---------- | ----- | ------- | ------- | ----- |
| Број људи: | 677   | 728     | 778     | 778   |
| Разлика:   |       | +7,53 % | +6,86 % | +0 %  |

| Година:    | 2023. | 2024.   |
| ---------- | ----- | ------- |
| Број људи: | 786   | 778     |
| Разлика:   |       | -1,01 % |

Према подацима о броју становника из 2024. године насеље је имало 778 становника.